# Barbara Welch
Barbara Welch (* 28. Februar 1948 in Toronto, geborene Barbara Hood) ist eine kanadische Badmintonspielerin.

## Karriere
Barbara Welch gewann 1969 die kanadischen Meisterschaften im Damendoppel mit Marjory Shedd. 1971 siegte beide erneut. 1973 gewann sie das Mixed und 1974 siegte sie bei den offen ausgetragenen kanadischen Meisterschaften. 1975 und 1977 war sie noch einmal im Doppel mit Jane Youngberg bei den kanadischen Meisterschaften erfolgreich.

## Sportliche Erfolge
| Saison | Veranstaltung                 | Disziplin   | Platz | Name                                |
| ------ | ----------------------------- | ----------- | ----- | ----------------------------------- |
| 1969   | Kanada: Einzelmeisterschaften | Damendoppel | 1     | Marjory Shedd / Barbara Hood        |
| 1971   | Kanada: Einzelmeisterschaften | Damendoppel | 1     | Marjory Shedd / Barbara Hood        |
| 1973   | Kanada: Einzelmeisterschaften | Mixed       | 1     | Raphi Kanchanaraphi / Barbara Welch |
| 1974   | Canadian Open                 | Damendoppel | 1     | Jane Youngberg / Barbara Welch      |
| 1974   | Canadian Open                 | Mixed       | 1     | Raphi Kanchanaraphi / Barbara Welch |
| 1975   | Kanada: Einzelmeisterschaften | Damendoppel | 1     | Jane Youngberg / Barbara Welch      |
| 1977   | Kanada: Einzelmeisterschaften | Damendoppel | 1     | Jane Youngberg / Barbara Welch      |